# Feldbach (Haut-Rhin)
Feldbach település Franciaországban, Haut-Rhin megyében. Lakosainak száma 469 fő (2022. január 1.). Feldbach Bisel, Ruederbach, Mœrnach, Kœstlach, Riespach és Illtal községekkel határos.

## Népesség
A település népességének változása:
| Lakosok száma | 454  | 439  | 450  | 444  | 452  | 461  | 460  | 468  | 469  |
|               | 2013 | 2015 | 2016 | 2017 | 2018 | 2019 | 2020 | 2021 | 2022 |